# Portrait d'une femme âgée (Houston)
Pour les articles homonymes, voir Portrait d'une femme âgée.
Le Portrait d'une femme âgée est un petit tableau du peintre primitif flamand Hans Memling, réalisé vers 1475-1480. Il se trouve à la collection d'Edith A. et Perey S. Straus, au  Musée des beaux-arts de Houston au Texas, depuis 1944.

## Description

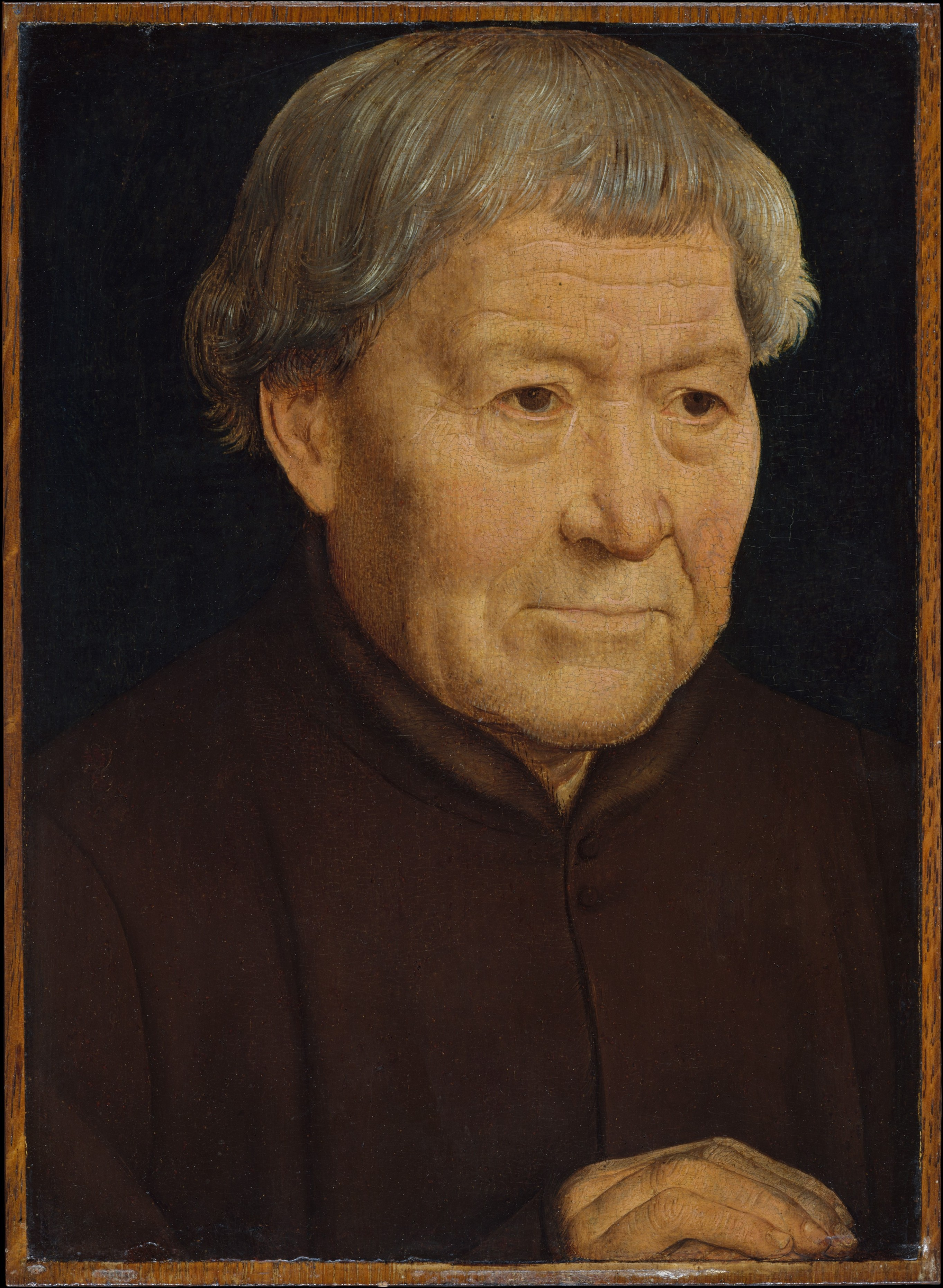
Portrait d'un homme âgé, Metropolitan Museum of Art.

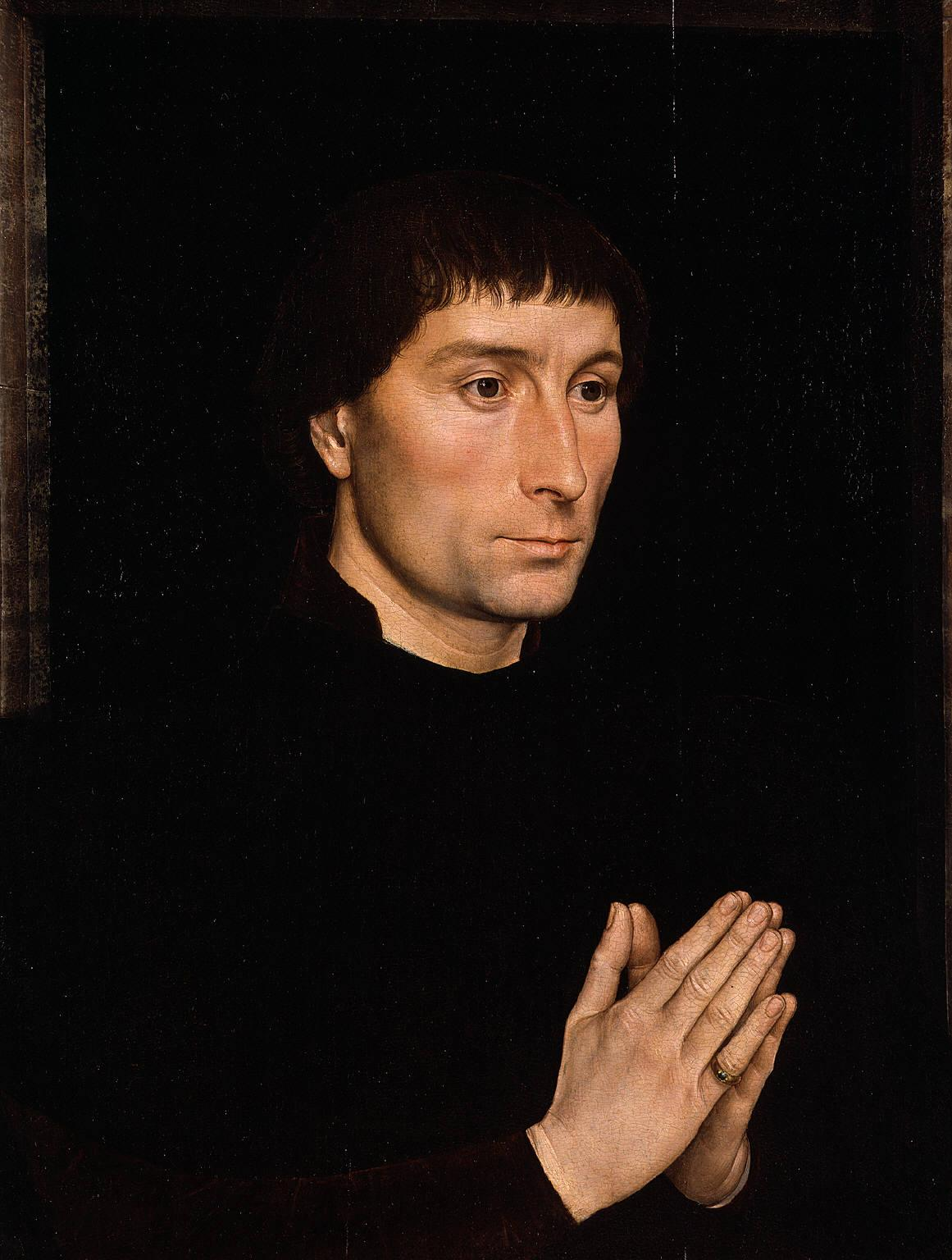
Diptyque de Tommaso Portinari et de sa femme (détail).

Le visage et la coiffe de la femme remplissent presque entièrement le tableau. Les quatre côtés du panneau ont été coupés. Le tableau devait produire à l'origine une impression plus équilibrée, et le contraste entre la coiffe blanche et le fond, initialement d'un vert bleuté qui a fortement foncé, était probablement moins marqué.
Bien qu'en bon état depuis une restauration récente, le Portrait d'une femme âgée porte des traces de nettoyages successifs qui ont endommagé la surface peinte en plusieurs endroits. Le traitement subtil des carnations, si éclatant sur les portraits les mieux conservés de Memling, comme le Diptyque de Tommaso Portinari et de sa femme, n'est plus présent que par endroits, car les glacis ont presque entièrement disparu. Les rehauts sur l'arête du nez montrent encore comment Memling se servait de la lumière pour sculpter le visage. En dépit de l'usure, on voit l'emploi de petites touches de blanc de plomb pour modeler le visage.
Le portrait montre aussi la capacité de l'artiste à peindre les dégradés de blanc. La coiffe de la femme, qui lui couvre le front et encadre son visage, est légèrement translucide, laissant apparaitre la peau du visage et la robe bordée de fourrure. La coiffure du modèle laisserait penser qu'il s'agit d'une veuve
Le Portrait d'une femme âgée forme le pendant du Portrait d'un homme âgé conservé au Metropolitan Museum of Art. Cette observation, relativement récente, est confirmé par une radiographie du portrait de la femme qui montre qu'il y avait à l'origine une main posée, dans le coin inférieur gauche, sur une tablette qui a été recouverte de couleur noire à une date postérieure.

## Datation
Comme l'un et l'autre des deux portraits ont été recoupés sur les quatre côtés, on ne peut savoir si, à l’origine, ils formaient un double portrait ou des pendants. Sur la base de la technique picturale, Maryan Ainsworth met en doute la datation tardive. De même, Bauman (cité par Borchert), en analysant la parenté stylistique avec des portraits de Rogier van der Weyden, plaide pour une réalisation précoce, vers 1465. L'examen dendrochronologique situe la première date possible vers 1972.

## Historique
En 1910, ce tableau est à Paris, et est vendu à C. von Hollitscher, à Berlin; de là il passe dans la fameuse collection  von Auspitz (de) de Vienne jusqu'en 1931. Il est acheté par le marchand d'art Bachstitz (en) qui le revend en 1934 à  Percy S. Straus. Le tableau est légué au Musée des beaux-arts en 1944.